# John James Rickard Macleod
John James Rickard Macleod (Perth and Kinross, 6 de setembro de 1876 — Aberdeen, 16 de março de 1935) foi um médico britânico.
Foi agraciado com o Nobel de Fisiologia ou Medicina de 1923. É considerado um dos descobridores da insulina.